# 고토다 마사하루
고토다 마사하루(일본어: 後藤田 正晴, 1914년 8월 9일~2005년 9월 19일)는 7선 중의원 의원을 지낸 일본의 정치인이다.

## 생애

### 학창 시절
1914년 8월 9일에 도쿠시마현 오에군 히가시야마촌(현 요시노가와시)에서 태어났다. 그의 집안은 고대 조정에서 제사를 담당한 씨족의 후예로 에도 시대에는 지방 행정을 담당한 촌의 수장인 쇼야를 대대로 역임했다. 한편 생업을 위해 쪽 염색이나 오노미치에서 양조장을 경영했다. 막내로 태어난 고토다는 위로 8명의 형과 누나가 있었지만 성인이 된 건 당사자를 포함해 6명뿐이었다.
정치에 대한 관심이 많던 고토다의 아버지는 양조장을 경영하며 번 돈을 자유당을 위한 정치 자금으로 헌금하거나 지역의 교육 보급을 위해 사용했다. 한편 본인이 직접 정치인이 되어 도쿠시마현의회 의원과 오에군의회 의장을 역임했다.
1922년 5월 11일 아버지가 간장병으로 사망했다. 도쿠시마시내의 한 병원에서 아버지의 유해를 가지고 돌아오던 어머니를 고개에서 만난 고토다에게 어머니는 "결국 너를 아비 없는 자식으로 만들었구나"라고 눈물을 흘렸다. 그리고 어머니도 1924년 8월 26일 사망했다. 2년 뒤 고토다는 도쿠시마에서 유수의 자산가였던 누나의 시댁인 이노우에가에 얹혀 살게 되었다. 이노우에가는 고토다를 사실상 장남으로 대우해 주었고 고토다의 큰형이 죽으면서 적지 않은 유산을 남겨줬기에 고토다는 금전적으로 부족함 없이 자랄 수 있었다. 하지만 어린 나이에 부모를 모두 잃은 경험은 고토다의 인격 형성에 큰 영향을 끼쳤다.
히가시야마 소학교와 도미오카 중학교를 거쳐 1932년에 구제 미토 고등학교에 입학했다. 고토다는 미토 고등학교에 대한 애착이 강했는데 훗날 도쿄대 투쟁이 발생했을 때 "도쿄대 따위 얼마나 폐쇄되든 알 바 아니다. 모교라고도 생각지 않고 하나의 관청 같은 곳이니 내버려둬도 좋다. 하지만 미토의 유리창 하나라도 깨 봐라. 본부장에게 지시해서 전원 검거하겠다"라고 발언했다.
1935년 도쿄제국대학(현 도쿄 대학) 법학부 법률학과에 입학했다가 1학기를 수료한 뒤 정치학과로 전과했다. 지나에는 4억 명의 국민이 있다는 가사로 잘 알려진 《마적의 노래》의 열기가 당시 일본을 뒤덮고 있던 시절 제일선에서 국민과 직접 접하는 일을 하고 싶다고 생각한 고토다는 중국으로 건너가 남만주철도주식회사에 입사해 고등문관시험에 합격하여 관리가 되길 원했다. 하지만 1937년 남만주철도주식회사의 입사 시험을 볼 때 도쿄대생과 교토대생의 날짜가 바뀌면서 응시하지 못했고 겨우 부탁해서 면접을 봤지만 불합격했다. 이후 고등문관시험에도 응시했지만 이 또한 낙방했다.
다음 해인 1938년 10월 두 번째로 도전했을 땐 석차 8위로 합격하는 데 성공했다. 1939년 3월 도쿄제대를 졸업했다.

### 내무성 발령
1938년 4월 10일 당대의 1류 관청으로 통하던 내무성에 들어갔다. 당시 동기로 훗날 방위관료의 톱으로 군림하게 되는 가이하라 오사무와 훗날 건설성 관방장이 되는 히라이 마나부가 있으며 고토다와 함께 장래를 촉망받는 관료로 꼽혀 도쿠시마의 세 까마귀로 불렸다.
고토다는 토목국 도로과 겸 항만과 견습으로 관료 생활을 시작했다. 당시 직속 과장이 나다오 히로키치였으며 고토다의 교육 담당은 호소다 도쿠지였다. 1940년 1월 31일 호소다의 추천으로 도야마현 경찰부 노정과장으로 발령받아 산업 재해의 인정 등을 담당했다.

### 군인 시절
같은 해 3월 징병되어 4월 8일 일본 제국 육군 대만제2보병연대에 배속됐다. 원래 고토다는 단기현역제도가 있는 해군에 지원했지만 불합격돼 육군으로 가게 됐는데 해군과 달리 육군은 고등관에 대한 특례가 없어 이등병부터 시작해야 했다. 그래서 첫 해에는 고참 병사들로부터 계집애처럼 운다는 등 부조리를 당해야 했다.
이후 갑종간부후보생에 합격해 육군경리학교에서 보급을 교육받았다. 그리고 경리부 장교 후보생으로서 육군 군조를 거쳐 1941년 10월 1일 육군 주계소위로 임관하고 12월 8일 개전을 맞이했다.
이 무렵 혼마 마사하루의 부하로 배속돼 대만군사령부와 대만총독부 사이의 연락장교로 활동했다. 1943년 9월 10일 중위로 승진한 뒤 다카사고 의용대나 대만특설노무보국대의 편성에 관여했다. 1945년 3월 도쿄에 있다가 도쿄 대공습을 경험했으며 20일엔 도쿠시마상공회의소 회장 요시노 세이노스케의 양녀 마쓰코와 결혼했다.
같은 해 8월 일본의 항복으로 전쟁이 끝났을 때 고토다는 다시 대만에 있었다. 이때 비탄에 잠긴 일본인과 달리 폭죽을 쏘며 기뻐하는 대만인을 보고 충격을 받았다. 패전 당일 평소 사이가 좋았던 한 대위가 고토다를 찾아와서 일본의 장래 등에 관해 대화를 나눴다. 그리고 그것이 작별 인사였다는 것을 고토다가 알게 된 건 그가 자살한 다음의 일이었다. 20일 포츠담 진급의 혜택을 받아 주계대위가 되었다. 이등병에서 시작했으니 최종적으로 9계급을 진급한 셈이다.
얼마 지나지 않아 천이 중장이 이끄는 중화민국 국민혁명군이 대만에 진주했다. 국민혁명군에 의해 일본군은 무장해제됐고 군인 신분이었던 고토다는 다음 해 4월까지 포로 생활을 보냈다. 다만 강제 노동도 구속도 당하지 않았고 번화가에 술을 마시러 갈 수 있을 정도로 비교적 자유로웠다. 대만일치시기가 비교적 양호했고 현지인들이 일본인에 대한 보복 행위를 거의 하지 않았기 때문에 적당한 대우를 해준 것으로 보인다. 이후 지룽항에서 대만을 떠날 때 대만인 부하들이 평소 대만인을 차별하지 않았던 고토다를 배웅해 주었다.
미국의 수송함 리버티선을 타고 와카야마현의 다나베항에 도착하자 미국의 공업력에 감탄했다. 하지만 상륙하자마자 대만군사령부에서 근무했음에도 불구하고 이아목이 들끓었던 병졸들과 같은 취급을 당해 DDT를 살포당했을 땐 일본이 패전했음을 실감했다. 그럼에도 목숨을 부지한 채 조국에 돌아올 수 있음을 다행으로 여겼다.

### 관료 시절
복원 후에 고향에서 잠시 요양한 뒤 내무성에 복귀했다. 그리고 5월 7일에 가나가와현 경제부 상정과장이 되어 의류품이나 석탄 등의 물자 배부를 담당하게 됐다. 당시 전임자는 특별 배급을 요구한 재일 한국인들의 요청을 수락했지만 고토다는 공평성을 이유로 일본인과 평등하게 분배했다. 하지만 이로 인해 전임자는 재일 한국인들을 편애했다는 이유로 사직을 강요받게 되었다. 이후 고토다는 현지사 우치야마 이와타로의 눈에 들어 우치야마가 총리대신 요시다 시게루나 해군사령관 벤튼 위버 데커를 방문할 때 동행하게 되었다.
10월 24일 내무성 본부로 돌아와 지방국 직원과 사무관이 되었다. 그리고 다카하시 미키오의 후임으로 내무성 노동조합위원장을 겸했다. 고토다는 국장 고리 유이치와 과장 고바야시 요소지 밑에서 「지방공무원법」 제정, 노조와의 대화, 「공직 추방령」 등의 사무를 담당했다. 하지만 공직 추방과 관련한 진정에 신물이 난 고토다는 공직 추방 관련 업무를 내무성에서 내각 직속 공직적합심사위원회로 이관해 버렸다.
입법 문제로 골치가 아팠던 고토다는 가이하라 오사무의 권유를 받아들여 경찰청으로 이직했다. 당시 경찰은 업무가 폭증해 증원을 원하고 있었으며 상식만 있으면 경찰 업무를 볼 수 있다고 가이하라가 고토다를 설득했기에 1947년 8월 12일 경시청 보안부 경제2과장으로 발령을 받아 물자 통제 업무를 맡았다. 그해 12월 내무성이 폐지되자 국가지방경찰본부 소속 경찰관료가 되었다. 1948년 3월 6일 경시청 경무부 경무과장이 되어 경찰 인사 쇄신을 위해 노력했다. 1949년 3월 7일엔 도쿄경찰관구본부 형사부장이 되었다.
1950년 8월 30일 경찰예비대 경무국 경비과장 겸 조사과장이 되어 경찰예비대와 보안대 창설 계획을 준비했다.
1952년 8월 20일 국가지방경찰본부 경비부 경라교통과장이 되었다. 재직 중에 니주바시 사건이 발생해 국회에 불려가 질의를 받았다. 1955년 7월 1일 경찰청 장관관방 회계과장이 되어 경찰차 정비, 통신·감식 능력의 강화 등 경찰의 과학화를 추진했다. 또한 인사과장 아라이 히로시와 함께 자치청과 협상하여 정원 확대를 통해 경찰력 강화하여 혁명 전야로 불리던 당시의 사회 정세에 대비했다.
1959년 3월 6일 자치청 장관관방장이 되었다가 10월 13일에 자치청 세무국장이 되어 지자체 재원에 대해 대장성과 절충안을 마련하는 데 성공했다. 이때 고정자산세의 과세 표준을 수익환원가격에서 매매가격으로 고쳤다. 한편 요음세 도입과 관련해 간사장 마에오 시게사부로, 총무회장 아카기 무네노리, 정무조사회장 다나카 가쿠에이 등 자유민주당 3역이 제시한 수정안을 거절하고 원안을 밀어붙여 관철해냈다. 고토다는 해임도 각오하고 있었고 가나가와현지사 우치야마로부터 현영아파트도 배당받았지만 기우가 되었다.
자치사무차관이 된 고바야시가 자치성에 남을 것을 권했지만 고토다는 이를 거절하고 경찰에 복귀했다. 1962년 5월 8일 경찰에 복귀하여 장관관방장이 되었고 1963년 8월 2일 경시감으로 승진해 경비국장이 되어 주일 미국 대사 에드윈 라이샤워 암살 미수 사건 조사를 지휘했다. 1965년 3월 12일 경무국장이 되었고 같은 해 5월 19일 경찰청 차장이 되어 격동의 70년대를 맞이하게 됐다.
1969년 8월 12일 경찰청 장관에 취임했다. 고토다가 장관이 되었을 때 일본항공 351편 공중 납치 사건, 세토 내해 해상 납치 사건, 미시마 사건, 산리즈카 투쟁, 아사마 산장 사건, 산악 베이스 사건, 니시야마 사건, 로드 공항 사건 등 극좌 폭력 집단의 테러·폭동 사건이 빈발하여 이들의 뒷처리에 골몰했다. 1971년 9월에 제1차 사카시타문 난입 사건이 발생하기 전에 총리대신 사토 에이사쿠가 고토다에게 "고쿄에 폭도가 침입한다는 소문이 있다. 고토다 군, 만전의 체제를 갖춰주길 바란다."라며 직접 지시를 내렸다. 그럼에도 불구하고 혁명적공산주의자동맹 전국위원회 소속 청년들이 고쿄에 난입하는 것을 방지하지 못했고 고토다는 책임을 지는 차원에서 사임의 뜻을 표했지만 국가공안위원장 나카무라 도라타가 이를 만류해서 사임의 뜻을 거두었다.
고토다의 부하 중에 훗날 초대 내각안전보장실장이 되는 삿사 아쓰유키란 인물이 있었는데 삿사는 요인 테러가 횡행하니 시큐리티 폴리스를 붙일 것을 권했지만 고토다는 이를 거절했다. 그런데 고토다 본인도 1971년 10월 일본석유공사 우체국 폭파 사건 당시 테러 표적 중 한 명이었는데 편지 폭탄을 직접 취급한 우체국 직원이 전치 3주의 화상을 입는 선에서 그쳤다.

### 정계 입문
1972년 6월 24일 장관직을 사임한 뒤 7월 자민당 총재 선거에서 승리한 다나카 가쿠에이에게 발탁돼 제1차 다나카 가쿠에이 내각에서 내각관방부장관이 되었다. 이후 고토다는 다나카의 심복이 되어 활약했다.
다나카 내각에서 국토청 설립을 구상할 때 다나카는 고토다에게 초대 장관을 맡아줄 것을 부탁했지만 국회의원이 아닌 자가 각료가 되는 건 떳떳하지 못하다며 거절했다. 이후 야마시타 간리의 권유로 12월에 예정되어 있던 총선에 출마하고자 했다. 하지만 다나카가 "이 내각은 자네 덕에 유지되는 거다. 총선으로 관저가 텅 비어버리면 내각은 무너진다"라며 고토다의 출마를 말렸고 선거 준비가 부족하다는 점을 지적받기도 하여 결국 출마를 단념했다.
1973년 4월 다나카가 소선거구제를 도입하겠다고 밝히고 5월 12일 고토다가 선거구획정위원회 사무국장에 취임했다. 하지만 야당과의 협의 없이 공표되었던 데다가 게리맨더링 논란까지 생겨 당내에서도 반발이 나오자 다나카는 이를 철회했다.
11월 25일 부장관을 사임한 뒤 고향인 도쿠시마현에서 참원선 출마를 준비했다. 하지만 당시 도쿠시마현은 부총리 미키 다케오의 텃밭이나 다름없었다. 더욱이 도쿠시마현 선거구는 1인구였고 미키파의 원로인 구지메 겐타로가 현역으로 있었다. 그럼에도 고토다는 1974년 참원선을 앞두고 자민당에 공천을 신청했고 다나카의 막강한 지원을 받아 구지메를 꺾고 경선을 통과하는 데 성공했다. 하지만 이는 미키파의 거센 반발을 초래했고 구지메는 무소속 출마를 감행했다. 이후 고토다의 구지메의 선거전은 아와 전쟁으로 불릴 만큼 치열하게 전개됐다.
처음엔 재계와 당내 주류파의 지원을 받는 고토다가 유리했다. 하지만 지역 인맥이 두터웠던 구지메가 맹렬히 추격한 결과 구지메는 19만 6,210표를, 고토다는 15만 3,388표를 얻어 구지메의 압승으로 끝났다. 또한 고토다가 선거에 처음 임하다보니 익숙하지 않은 면이 있어 고토다 캠프에서 268명이나 선거법 위반 혐의로 현경에 체포됐다. 금권 부패 선거라는 조롱도 받았다. 고토다는 지역을 일일이 돌아다니며 사죄를 했고 사비를 털어가며 체포된 사람들을 위해 변호사를 선임해 줬다. 훗날 고토다는 "그 선거는 내 인생에서 최대의 오점이다"라고 술회했다. 또한 고토다의 뒤를 봐주던 다나카가 다나카 금맥 문제로 총재직에서 물러난 뒤 참원선을 계기로 관계가 험악해진 미키가 후임 총재가 되면서 고토다는 한동안 자숙해야 했다. 고토다는 이 때의 선거 유세와 나중에 가족들과 함께 한 선거 유세를 비교하면서 자신이 세상을 너무 만만하게 봤다며 자신이 바뀌는 계기가 되었다고 훗날 회상했다.
1976년 총선 때 도쿠시마현 전현구에 입후보해 두 번째 선거에 도전했다. 이때 현역 총리대신이던 미키와 직접 대결을 펼쳤다. 록히드 사건과 관련해 미키 진영에서 내거티브 캠페인도 펼쳤지만 "철저하게 (갈 길을) 가라"라는 다나카의 지시를 따라 내거티브 캠페인에 응전하지 않아 6만 8,990표로 미키에 이어 2위를 차지하는 데 성공했다. 한편 같은 선거구에 1974년 참원선을 도와주었던 아키타 다이스케(자민당)와 어린 시절을 함께 보내며 형제나 다름없이 지냈던 조카 이노우에 히로노리(사회당)도 입후보해 마지막 1석인 5위 경쟁을 했기에 고토다에겐 불편함이 있었던 선거였다(결과는 이노우에의 승리로 끝났다).
당선후엔 다나카의 목요 클럽에 참여했다. 이후 선거 공부도 할 겸 총무국 차장이 되어 도쿄도의회 선거 지도를 맡았다.

### 오히라 내각
미키의 제안으로 총재 선거에 당원·당우가 참여하는 예비선거가 도입되었다. 새로운 총재 선거가 1978년 선거에서 처음 적용됐고 다나카파는 현직 총재인 후쿠다 다케오에 대항하는 오히라 마사요시를 지지했다. 오히라의 파벌 굉지회는 많은 표가 몰려 있는 도쿄도에서 지지 기반이 약했기에 니시무라 에이이치는 고토다에게 도쿄가 오히라를 지지하도록 하는 임무를 맡겼다. 구의회 의원을 동원하여 만든 당원 명단을 바탕으로 고토다는 사사키 요시타케, 하마노 세이고와 협력해 호별 방문 작전과 전화 작전을 전개했다. 그 결과 도쿄는 원래 후쿠다가 압도적으로 1등이었고 2등도 도의회와 인연이 있던 나카소네 야스히로였는데 정작 뚜껑을 열어보니 오히라가 40%를 득표해 2위로 약진했다. 고토다의 지역구인 도쿠시마현도 미키파가 지지하는 고모토 도시오 대신 오히라를 1등으로 밀어줬다. 예비선거 결과 후쿠다가 우세할 거란 당초의 하마평을 뒤집고 오히라가 748점, 후쿠다가 638점을 얻었다. 후쿠다는 "천심은 곧 민심이다. 하지만 하늘도 가끔 이상한 소리를 한다."라는 말을 남기고 본선거에서 사퇴해 오히라가 승리했다.
1978년 12월 제1차 오히라 내각이 출범하자 고토다에게 입각 요청이 들어왔다. 하지만 다나카파의 한 유력 의원이 고토다가 아직 초선임을 이유로 물러날 것을 요청했고 고토다는 이를 받아들여 입각하지 않았다. 그러다 1979년 11월 제2차 오히라 내각이 출범하자 자치상 겸 국가공안위원장 겸 홋카이도 개발청 장관이 되어 첫 입각했다. 이 자리는 1차 내각이 출범했을 때 제안받은 자리기도 했다. 사토 때 만들어진 연공서열 관행에 의하면 최소 5선 의원은 되어야 입각을 할 수 있었기에 당시 2선 의원에 불과했던 고토다의 입각은 굉장히 이례적인 일이었다.
이후 스즈키 젠코 내각이 출범하자 내각에서 물러났다가 1981년 11월 출범한 스즈키 젠코 내각 (개조)에서 선거제도조사회장에 임명되었다.

### 나카소네 내각
1982년 11월 제1차 나카소네 내각이 출범하자 내각관방장관이 되었다. 총리대신을 직접 보좌하는 관방장관은 총재 파벌에서 배출하는 게 관례였기에 주위를 깜짝 놀라게 한 인사였다. 이는 록히드 사건 재판을 앞둔 다나카가 세를 과시하기 위함 고토다를 포함해 다나카파는 각료를 6명이나 배출해 다나카소네 내각이란 풍자도 등장했다. 다만 나카소네는 소규모 파벌을 이끄는 입장에서 인재난을 겪고 있었고 내무성 후배이기도 한 고토다의 수완을 높게 샀기에 나카소네가 다나카에게 직접 이를 요청했다고 한다. 행정개혁을 추진하고 대규모 재해 등 유사시를 대비해 관료 조직의 동향을 숙지하고 있으며 높은 정보 능력을 가진 고토다가 필요했던 것이다.
고토다는 소련의 첩보 활동과 간접 침략 계획을 폭로한 1982년 12월의 레브첸코 사건, 1983년 1월의 나카가와 이치로 자살 사건, 같은 해 9월 소련군에 의한 대한항공 007편 격추 사건, 1986년 11월의 미하라산 분화 등의 위기 상황에서 훌륭하게 수습했다. 총무청 장관으로 있을 때인 1985년 8월 12일에 발생한 일본항공 123편 추락 사고 때도 총리대신을 보좌하며 사건 수습에 힘썼다.
나카소네 내각은 행정개혁을 중요 과제로 추진했다. 고토다는 1983년 12월에 행정관리청 장관이 되어 일본전신전화공사, 일본전매공사, 일본국유철도 등 3공사의 민영화 등을 추진했다. 제2차 나카소네 내각 (제2차 개조)이 출범한 1985년 12월에 내각관방장관에 복귀했고 사실상 부총리급의 대우를 받았다.
이란-이라크 전쟁 때 해상보안청의 순시선 혹은 해상자위대의 소해정을 페르시아만에 파견하는 안건이 각의에 상정되자 사인하지 않겠다며 맹렬히 반대했다. 고토다는 자위대의 해외 파견은 있을 수 없고 전쟁 반대는 자신의 신념이라며 뜻을 굽히지 않아 결국 나카소네가 파견을 단념했는데 이를 계기로 할 말을 하는 사람이란 인상을 남겼다.
1987년 도시바-콩스베르그 스캔들이 불거졌을 때 「외환 및 외국무역법」 위반 혐의가 있었지만 통상산업성이 사실상 이를 묵인하여 공소시효가 끝나가는 상황이었다. 이에 고토다는 경찰청 외사과와 생활전과에 압력을 넣어 이를 수사하도록 했다. 당시 미국과의 무역 마찰이 있었고 나카소네가 미국을 방문 중인 상황에서 정치적 판단을 내린 셈이다.
이렇듯 나카소네는 총리대신으로 있던 5년 동안 꾸준히 고토다를 중용했고 이는 자민당, 특히 다나카파의 강한 질투를 유발해 고토다는 해바라기란 별명까지 생겼다. 훗날 총리대신이 되는 하시모토 류타로도 자신보다 연상이지만 정치 경력은 짧았던 고토다를 항상 고토다 군이라 부르며 내무성 엘리트 관료 출신인 고토다를 시기했다. 다나카는 파벌의 세력을 확장하기 위해 적극적으로 인재를 영입하여 고토다와 같은 사람도 활개칠 수 있었지만 다시 한 번 총리대신이 되길 원하던 다나카는 자신의 파벌에서 자신 이외의 총재가 나오길 원하지 않았다. 이는 소장파 정치인이던 다케시타 노보루, 가네마루 신, 오자와 이치로, 가지야마 세이로쿠, 하타 쓰토무, 와타나베 고조 등의 반발을 불러일으켰다. 이들은 창정회라는 파벌 내 파벌을 만들었고 이를 자신에 대한 쿠데타로 간주한 다나카는 격노했으나 곧 뇌경색으로 쓰러지면서 정치적 영향력이 급락했다. 이후 다나카파의 대다수는 다케시타파로 옮겨갔고 니카이도 스스무를 비롯한 소수만이 다나카파에 남아 니카이도 그룹을 형성했다. 이렇게 다나카파가 분열했을 때 고토다는 어디에도 가담하지 않은 채 무파벌로 남았다.

### 총재 취임 고사
나카소네의 후임으로 다케시타가 집권하자 고토다는 정치의 전면에서 내려왔다. 하지만 리크루트 사건이 터져 다케시타가 총리대신 사임을 표명하고 같은 스캔들 의혹이 있는 아베 신타로, 미야자와 기이치 등 다른 파벌 영수도 총리대신이 될 수 없는 상황이 되자 리크루트 사건과 연관이 없던 이토 마사요시, 다무라 하지메, 가이후 도시키, 사카타 미치타 등의 원로와 함께 고토다가 후임 총재의 물망에 올랐다.
하지만 고토다는 "나는 총리가 되지 않는 게 좋겠다. 우선 나는 경찰 출신이다. 둘째로 다나카파에 몸담았던 사람이고 셋째로 나의 첫 선거 때 내 캠프에서 많은 선거법 위반자가 나왔다. 이 세 가지 이유로 나에겐 부정적 이미지가 남아 있다. 넷째로 나카소네의 곁을 5년간 지켜 그의 그림자가 짙다. 다섯째로 당뇨가 있다. 나는 총대장에는 어울리지 않는다"라며 총재 취임을 고사했다.
결국 다케시타의 후임은 외무상 우노 소스케로 결정됐다. 하지만 리크루트 사건과 소비세 도입, 그리고 청렴한 이미지가 있던 우노의 게이샤 스캔들이 문제가 되어 1992년 참원선에서 자민당이 대패했고 우노는 2개월 만에 물러나야 했다.

### 가이후 내각
우노 내각의 뒤를 이어 제1차 가이후 내각이 출범했다. 연이은 부패 사건으로 정치 개혁에 대한 목소리가 높아지자 자민당은 이토를 본부장으로 한 자민당 정치개혁추진본부를 설치했는데 고토다도 본부장 대리로 참여했다. 이토와 하타 등으로 구성된 정치개혁추진본부는 소선거구제 도입을 추진했다.
고토다 역시 소선거구제를 주장하면서 비례대표와 병립할 것을 주장했는데 고토다의 안은 현행안과 달리 1표만을 행사한다는 차이가 있었다. 이는 소선거구에 출마한 후보에게 던진 표가 후보의 정당에 대한 비례대표 득표로 바로 이어지는 시스템이었다. 따라서 야당들이 비례대표에서 당선자를 배출하려면 소선거구에 반드시 후보자를 입후보시켜야만 했는데 이는 야당끼리 경쟁을 유발해 자민당이 득표율을 늘리겠다는 계획이나 다름없었다. 또한 비례대표의 구획을 도도부현별로 설정해 인구가 적은 현은 1석만 할당해 비례대표의 의미를 희석하는 건 물론이고 사실상 자민당이 비례구를 독점하겠다는 뜻을 내포한 것이었다.
이 때는 아직 오자와 등 개혁에 신중을 기하는 세력이 있었고 심지어 개혁 반대를 부르짖는 세력도 있어 정치개혁법안은 폐안되었다. 당시 가이후는 개혁에 정치 생명을 걸겠다고 할 만큼 의욕적이었지만 당내 반대를 이겨내지 못하고 결국 가이후가 총리대신에서 물러나야 했다. 고토다 역시 소선거구제 도입에 적극적이었고 다케무라 마사요시, 기타가와 마사야스 등 세이와 정책연구회의 소장파 의원들과 깊은 신뢰 관계도 구축했지만 가이후가 주저앉으면서 고토다도 소선거구를 마지막까지 밀어붙이지 못했다. 다만 이때 소장파 의원들과 쌓은 신뢰 관계는 고토다가 총재가 돼야 한다는 목소리가 다시 나오게 하는 원동력이 되어 주었다.
한편 1990년 걸프 전쟁이 발발하자 미국은 자위대가 다국적군에 참가해야 한다고 압력을 넣었는데 고토다는 이란-이라크 전쟁 때와 마찬가지로 일관되게 반대 입장을 취했다.

### 미야자와 내각
1992년 12월에 출범한 미야자와 내각 (개조)에 법무상으로 취임해 오랜만에 입각했다. 더욱이 당시 고토다는 다나카파가 분열한 이래 계속 무파벌이었음에도 입각을 했다. 원래 미야자와는 고토다에게 행정개혁담당상을 맡아줄 것을 요청했지만 고토다는 고령을 이유로 이를 거부하고 부담이 적은 자리를 원한다고 하여 관료 시절 얻은 법무 지식을 살릴 수 있다는 명목으로 법무상이 되었다. 1993년 4월 부총리 겸 외무상으로 있던 와타나베 미치오가 사망하자 법무상으로선 이례적으로 부총리를 겸했다. 이는 고토다가 내각 내에서 가진 존재감을 과시하는 것이었다.
고토다는 법무상으로 재직하면서 1989년 11월 이후 사형이 집행되지 않은 것을 법치국가로서 바람직하지 않다며 1993년 3월 3명의 사형수에 대해 사형 집행 명령을 내렸다. 12월에는 록히드 사건 재판 당시 다나카의 공판 검사였던 요시나가 유스케를 검사총장으로 기용하는 인사를 승인했다. 고토다는 관료 시절엔 면도칼이란 별명이 있었는데 법무상으로 있을 때는 인상 좋은 할아버지의 이미지가 생겨 국민들로부터 사랑을 받았다.
당시 일본 정계에 만연한 금권 정치 풍조는 개혁되어야 했지만 가이후를 밀어내고 총리대신이 된 미야자와는 개혁에 소극적인 태도를 보였다. 그리고 당내 최대 파벌인 헤이세이 연구회가 다케시타와 가네마루의 후임 회장 문제를 놓고 분열했다. 이런 위기 상황 속에서 정치 개혁에 소극적인 미야자와 내각에 대한 내각 불신임 결의안이 사회당 주도로 상정되었는데 헤이세이 연구회의 분열을 틈타 자민당 내에서 찬성표를 던진 의원들이 다수 나와 결의안이 통과되는 일이 발생했다. 직후 결의안에 찬성했던 하타나 오자와 등은 자민당을 탈당해 신생당을 결성했다. 한편 정치 개혁을 추진하던 다케무라, 하토야마 유키오 등은 결의안엔 반대했지만 직후 탈당하여 신당 사키가케를 창당했다. 그리고 자민당이 분열된 상황 속에서 치러진 1993년 총선에서 자민당은 과반수 의석을 상실했고 오자와의 주도하에 일본신당의 호소카와 모리히로를 총리대신으로 하는 연립정권이 출범했다. 이로써 자민당은 창당 38년 만에 여당 자리를 잃었고 55년 체제는 종말을 고했다.
정권을 상실한 책임을 지고 미야자와는 총재에서 물러나야 했다. 후임으로 또 한 번 고토다의 이름이 오르내렸지만 이 무렵 심장발작을 일으켜 잠시 입원도 하는 등 고토다는 총재직을 맡을 수 있는 상황이 아니었다. 대신 고토다는 미야자와와 상의해 고노 요헤이를 추천했다. 고노가 총재가 되자 고토다는 후견인이 되었다.

### 정계 은퇴와 사망
고토다가 주장했던 소선거구제 개혁이 이루어진 뒤 처음 치러지는 1996년 총선에는 고령을 이유로 불출마했고 이후 정계를 은퇴했다. 고토다는 자식들이 2세 정치인이 되길 원치 않는다며 정계 입문을 말렸다.
은퇴할 때 연설을 하면서 고토다는 미련이 남아 있다고 말했다. 하나는 정치 개혁이 단순한 선거 제도 개혁으로 끝난 점이고 또 하나는 경찰관료로서 부하에게 희생을 강요한 점이었다. 그리고 경찰청 장관으로 있을 때의 일을 언급하면서 "연 600만 명의 경찰관을 동원한 제2차 안보 파동 당시 경비를 세우면서 '죽이지 말 것', '극력히 자제할 것'이라 지시했고 그 결과 경찰관 사상자가 1만 2,000명이 나왔다. 지금까지도 나는 유족들이나 평생 고칠 수 없을 신체 장애를 입은 분들께 진심으로 마음이 무겁다. 이는 내 생애에서 후회하는 부분이다"라고 말했다.
정계를 은퇴한 뒤에도 정치 개혁, 행정 개혁, 외교, 안보 문제 등에 관해 적극적으로 발언을 이어갔다. 총리대신에게도 안보 문제나 재해 대처에 대한 조언을 자주 했으며 삿사 아쓰유키를 비롯해 과거 자신의 부하였던 사람들을 자주 총리 관저에 보내 일을 돕도록 했다.
고토다는 은퇴한 후에도 우익 세력으로부터 비둘기파, 친중파로 여겨져 신변의 위협을 받는 일이 종종 있었다. 이에 고토다는 병약한 아내를 걱정했지만 오히려 아내는 "이젠 배려할 것도 잃을 것도 없는 터다. 하고 싶은 말은 눈치보지 말고 말했으면 좋겠다"라며 오히려 고토다를 격려했다.
2003년에 이라크 전쟁이 터지자 마찬가지로 자위대 파견에 반대했다. 고이즈미 준이치로에 대해서도 포퓰리즘이 지나치다며 위험하다고 비판했다. 고이즈미 내각이 추진한 민영화도 이윤을 미덕으로 여기는 민간 기업에 한도를 명시하지 않고 넘겨주는 것을 부정적으로 평가했다. 고이즈미를 견제할 것이라 기대를 모은 노나카 히로무가 정계 은퇴를 표명했을 땐 "일본은 지금이 가장 중요한 시기다. 부끄러운 얘기가 되겠지만 '고토다가 말렸다'고 핑계를 대고 3년만 더 열심히 해줬으면 좋겠다"라고까지 말했다.
원로 정치인으로서 TBS 텔레비전의 『시사방담』에도 몇 번 출연했다.
그러다 2005년 9월 19일 8시 53분 도쿄도 분쿄구의 준텐도 대학 의학부 부속 준텐도 병원에서 폐렴으로 사망했다. 향년 91세였다. 고토다의 유지에 따라 유족들로만 장례를 치르고 21일에 사망 사실을 공표했다. 사후에 정3위에 추서됐다.
고토다는 자민당이 2005년 총선에서 압도적 승리를 이룬 뒤에 정치 개혁과 일본 정치의 앞날에 대한 우려를 남긴 채 눈을 감았다. 당시 고토다는 고이즈미 내각이 추진하던 정치 주도의 의사결정 시스템 구축에 경종을 울렸지만 부고 소식을 접한 고이즈미는 "고토다 마사하루 선생은 부총리, 내각관방장관, 법무상, 자치상 등 정부의 요직을 역임하고 일본의 의회정치를 활성화하고자 일관하여 정치 개혁에 몰두했다. 평화를 사랑하고 항상 국민을 위해 일하던 위대한 정치가의 서거 소식을 듣고 마음에서 우러나오는 애도의 뜻을 표한다"라고 말했다.

## 정책

### 치안
고토다가 경찰청 장관을 역임할 때는 학생 운동이 가장 활발하던 때였다. 하지만 진압하러 온 경찰을 죽일 기세로 날뛰던 학생이 체포된 다음에는 "경찰 아저씨, 담배 하나만 빌릴 수 있을까요"라며 태도를 바꾸는 것을 보고 고토다는 "기본적으로 혁명따위 일어날 리가 없다"라고 확신했다고 한다. 진압하러 나가는 경찰들은 능력이 있음에도 경제적 어려움 때문에 진학을 포기한 젊은이들이 많았지만 날뛰는 학생들은 대체로 부유한 가정에서 태어났음에도 급진적인 폭도가 되었다며 "결국 사회의 낙오자밖엔 되지 못한다"라고 생각했기 때문이었다.
나리타 국제공항 건설을 둘러싸고 산리즈카 투쟁이 한창일 때 헬리콥터로 현지를 시찰한 뒤 고토다는 반대파를 보고 당랑지부(분수를 모르고 상대가 되지 않는 사람이나 사물과 대적하는 것)라 평했다. 운수정무차관으로서 나리타 공항 문제에 대처하고 있던 사토 분세이는 고토다가 현장 경찰들의 사기를 북돋우기 위해 한 말이라 여기면서도 도호 십자로 사건 당시 파견된 경찰의 수는 지바현경이 작성한 당초 계획보다 적었다며 고토다의 해당 발언이 경비 계획에 영향을 주었을 것이라고 생각했다.
한편 고토다가 장관으로 있던 1970년대는 경비업의 여명기로 특별방위보험을 필두로 경비회사의 부당 계약이 사회문제로 떠오르던 시기였다. 내각은 「경비업법」을 제정하는 등 규제 강화를 꾀했는데 고토다는 사설경찰을 도입하지 않았으면 한다면서도 경비회사를 필요악으로 인식했다.
관방장관으로 재직하던 1987년에 당시에만 해도 대외비였던 특수급습부대의 훈련을 극비리에 시찰했다. 그 이유로 고토다는 "만에 하나 항공기 납치 같은 게 일어났을 때 경찰특수부대를 투입할지 판단하는 건 관방장관의 일이다. 그러니 경찰의 능력을 미리 알아둬야 한다. 내가 (경찰을) 그만둔 지 시간이 꽤 지났다. 경찰이 어느 정도의 능력을 가지고 있는지 알고 있어야 한다"라고 설명했다. 부대장이 고토다에게 "기밀 부대라서 가족들에게 아버지가 무슨 일을 하는지 말할 수 없고 동료나 배우자끼리의 교류도 피해야 해서 일상 생활이 힘들다"라고 호소하자 고토다는 "힘들겠지만 때가 올 때까지 모두 견뎌주길 바란다. 언젠가 기밀이 해제돼 당당히 걸을 수 있는 날이 올 거다"라며 격려했다.
1993년에 법무상으로서 3년 4개월 만에 사형 집행 명령을 내렸는데 사형제 폐지를 주장하던 전 최고재판소 재판관 단도 시게미쓰의 생각에 대해 고토다는 나와 반대 입장에 있지 않다고 말한 바 있다.

### 야스쿠니 신사에 대한 견해
나카소네가 총리대신 신분으론 처음으로 야스쿠니 신사를 참배한 다음 해인 1986년 8월 14일에 고토다는 전쟁기념일을 하루 앞두고 총리대신의 참배에 대해 관방장관 담화를 발표했다. 내용은 다음과 같다.

작년 실시한 공식 참배는 과거에 우리나라가 저지른 행위로 심대한 고통과 손해를 입은 근린 제국의 국민들 사이에서 그와 같은 행위에 책임이 있는 A급 전범에 대해 참배가 아닌가 하는 비판을 낳았고 나아가 우리나라가 다양한 기회에 표명해 왔던 지난날의 전쟁에 대한 반성과 그 토대에서 구축한 평화우호에의 결의에 대한 오해와 불신마저 낳을 우려가 있다. (중략) 제반 사정을 종합적으로 고려해 신중하고 자주적으로 검토한 결과 내일 8월 15일에는 내각총리대신의 야스쿠니 신사 공식 참배는 보류하기로 했다.

그러면서도 "공식 참배는 제도화된 것이 아니라 그때마다 실시할지 아니할지를 판단하는 것으로 이번의 조치가 공식 참배 자체를 부정 혹은 폐지하는 게 아니라는 것은 당연하다. 정부는 계속해서 양호한 국제관계를 유지하면서 사태의 개선을 위해 최대한의 노력을 할 것이다", "각 국무대신의 공식 참배에 대해선 지금까지 말한 논점을 충분히 배려하여 각 국무대신이 적절히 판단해야 한다고 생각한다"라고 말했다.
고토다는 야스쿠니 신사 논쟁이 일본인들의 마음과 관련있는 내정 문제이며 본래는 외국이 가타부타할 문제가 아니라는 입장이었다. 또한 참배하는 데 공사의 구분은 있을 수 없으며 고토다 본인도 국무대신으로서 야스쿠니 신사를 참배했다. 봉찬회의 오쓰키 분페이를 통해 A급 전범을 분사할 것을 야스쿠니측에 타진한 적은 있지만 「일본국 헌법」 제20조가 규정한 정교분리 원칙에 따라 이 이상의 개입은 하지 않았다.
한편 고이즈미가 총리대신으로서 야스쿠니 신사를 참배했을 때 이에 반대하는 자민당 의원들에게 고토다는 "하찮은 억지 논리는 말하지 않는 게 좋다"라고 말했다. 그러면서도 새로운 역사 교과서를 만드는 모임이 새로운 역사 교과서를 만들 때는 반대 입장에 섰다.

### 헌법과 안보
경찰예비대에서 과장을 하고 있을 때 후쿠치야마시에서 수해가 발생하자 주둔지의 사령관이 절차를 밟지 않고 독단으로 부대를 출동시킨 일이 있었다. 이때 고토다는 "무력을 보유한 부대의 독단 전행은 절대로 용서할 수 없다", "이런 때일수록 장래를 위해서라도 지금 엄격하게 조치해야 한다"라며 철저한 문민통제를 강조했다.
말년엔 안보나 헌법 문제에 관해 비둘기파 관점에서 자주 발언했지만 "국가를 위해 헌법이 존재하지 헌법을 위해 국가가 존재하는 게 아니다"라며 당시의 야당이나 혁신 세력의 견해와는 궤를 달리 했다.
「일본국 헌법」 제9조에 대해선 "지금과 같은 국회 답변이라면 자위대가 인지되었다고도 인지되지 않았다고도 할 수 없는 가련한 상태다. 목숨을 버릴 수 있는 일이 어디든 있지만 장래에 국민이 바꾸는 게 좋다고 말하면 그때 바꾸면 된다"라며 헌법 개정 가능성을 시사했다. 또한 제2차 세계 대전의 당사자들이 살아있을 때의 개헌은 시기상조라면서도 "(헌법 제9조)는 유통기한이 끝났다"라고 말했다. 고토다는 제9조제1항은 유지하되 제2항에서 교전권을 인정하고 영토 바깥에서의 무력 행사를 금지할 것을 제안했다. 독립과 자존을 위한 자위권은 헌법 이전의 자연권으로 어느 나라에서도 인정되는 것이니 최저한의 무력 장치를 갖추는 것은 당연하고 해외 파병을 금지하자는 게 고토다의 기본적인 제안이었다. 하지만 고토다는 말년에 일본 사회가 우경화하는 것을 우려하면서 의도적으로 헌법 개정에 대한 발언을 삼갔다.
「일본국 헌법」 자체에 대해서는 "탄생 과정은 결코 좋다고 할 수 없다", "본래는 점령 종료 직후에 일본인의 손으로 다시 만들어야 하는 것이었다"라면서도 "인류가 장래를 향해 나아가는 이상을 담고 있다"라며 의의는 인정했다. 류큐 신보사가 2005년 5월 14일에 개최한 류큐 포럼에 미하일 고르바초프와 함께 초대되었을 때 고토다는 현행 헌법의 이상을 견지하면서 현실에 맞도록 개정해야 한다고 호소했다.
냉전이 끝난 뒤에도 미군을 위해 기지를 공여하는 문제에는 소극적 태도를 보였으며 「안보조약」은 평화조약으로 바꾸어야 한다고 주장했다. 하지만 후텐마 기지 이전 문제에 대해선 긍정도 부정도 하지 않았다. 한편 전술한 류큐 포럼에서 "전승국의 군대가 언제까지고 패전국 안에 남아서 종래의 기지를 다른 기지로 옮겨간다면 옮겨오는 쪽의 주민들이 찬성할 리가 없지 않나", "나는 일본의 입장을 이번 기회에야말로 미국에게 강경하게 주장해야 한다고 생각한다. 과거 60년간 일본은 독립했다고 말하면서도 사실은 반보호국 상태가 아니었나"라고 말했다.
한편 일본의 정보기관이 다른 나라에 비해 매우 빈약한 수준이라며 강화해야 하지만 정보의 수집·방위에 특화해야지 모략을 행해선 안 된다고 말했다.た

## 고토다를 연기한 배우
- 후지타 마코토: 2002년 영화 《돌입하라! 아사마 산장 사건》

## 역대 선거 기록
|  | 35.25% |

|  | 14.7% |

|  | 14.8% |

|  | 19.1% |

|  | 18.2% |

|  | 25.67% |

|  | 20.46% |

|  | 22.34% |

### 내용주
1. ↑  고토다는 영어를 싫어했기에 입시에서 영어가 쉬운 미토 고등학교를 선택했다고 한다.[7]
2. ↑  고토다는 경리학교에서 군량은 적으로부터 빼앗는 것이며 물자는 전장에서 조달한다는 게 군의 방침임을 배웠다. 훗날 군이 중국에서 대량의 군표를 남발한 것을 두고 중국이 화내는 것도 무리는 아니라고 회고했다.[18]
3. ↑  고토다는 훗날 마지막으로 중국을 찾았을 때 칭화 대학에서 강연을 한 적이 있다. 이때 이 무렵을 회상하며 "부하 중에는 대만인이 많이 있었는데 사이가 좋았고 나는 일본인과 대만인 사이의 어떠한 거리감도 느끼지 못했다. 대만 통치는 조선과는 다르다고 일본인은 생각했다. 통치는 온화했고 대만인도 제법 협력적이었다. 하지만 1945년 8월 15일 일본이 패전한 날이었다. 일본인이 운명에 곤혹해 하며 슬픔에 빠져 있을 때 타이베이의 마을에선 폭죽이 울려 퍼졌고 사람들은 서로 손을 잡고 뛰면서 '이겼다!'고 환희의 목소리를 높였다. 그때 나는 꿈에서 깨어났다. 무력으로 이민족을 통치하는 것은 결국 무리였다고 완전히 깨달았다. 왜냐면 그들의 마음까지는 정복할 수 없었기 때문이었다. 이건 나 같은 대만인에 대해 차별적 감정을 가지지 않았고 대만인을 믿었던 일본인을 전율케 하는 현실이었다"라고 말했다.[25]
4. ↑  포츠담 선언 수락 이후 좌관급 이하 군인들이 모두 진급했기 때문에 생긴 말이다. 이는 퇴직 수당이나 연금을 가능한 한 더 많이 주기 위해 이루어졌다.
5. ↑  오히려 현지인들이 식량을 강탈하러 오자 국민혁명군은 현지인을 향해 발포하는 등 충돌이 잦았다. 고토다는 이런 행위들이 2·28 사건의 원인이 되었다고 생각하면서도 "강탈하는 건 나쁜 행위다", "그 식량은 일본군으로부터 국민혁명군이 접수한 것이니 대만 주민들의 것이 아니다"라는 태도를 보였다.[29]
6. ↑  고토다는 대만에 배속된 직후 발진티푸스 의심을 받아 '저 병동에서 살아서 나온 사람은 없다'라는 소문이 있는 대만육군병원의 병동에서 티푸스 환자와 함께 격리되었다. 하지만 고토다가 우연히 티푸스의 증상을 알고 있었고 병원장과 아는 사이였기에 오진 인정을 받고 부대에 복귀할 수 있었다. 대만과 필리핀을 배로 왕래할 때에도 어뢰 공격을 받았고 기차로 이동할 때에는 미군 전투기의 사격을 받기도 했다. 회의에 참석하기 위해 도쿄에 갈 때는 오키나와를 거치는 게 위험하다고 판단해 중국 대륙으로 경유해 갔다. 실제로 오키나와를 경유한 비행기는 격추되었고 고토다가 무사히 육군성에 도착하자 어떻게 살아서 왔냐며 놀라기까지 했다. 도쿄에서 공습을 당했을 땐 방공호로 대피하는 게 귀찮아서 같이 하숙하던 중좌의 권유를 받아 집에 머물렀는데 오히려 방공호가 직격탄을 받아 사망자가 나오기도 했다.[32]
7. ↑  복무 경력이 있으니 원랜 공직 추방을 당해도 이상하지 않았다. 하지만 스즈키 슌이치가 연합군 최고사령부를 찾아가 "주계장교로서 통상 업무만을 했을 뿐 첩보모략과는 무관한 자다. 6년간 병역을 이행했기에 내무성 물도 들지 않았다"라며 고토다를 변호해 주었기에 공직 추방을 면할 수 있었다.[34]
8. ↑  전쟁에 협력하지 않았다고 주장하거나 다른 사람에게 책임을 전가하는 등의 사례가 끊이지 않았다.[38]
9. ↑  내무성 인사과장 이시이 에이조의 추천이 있었다는 얘기가 있다.[40] 내무성 출신의 이시이는 전전에 경찰 보직을 자주 맡았고 1947년 11월엔 이시이도 완전히 경찰로 자리를 옮겼다.
10. ↑  고토다는 수익환원평가액이 더 공정하다며 매매가격으로 고친 건 실패했다고 털어놓았다.[51]
11. ↑  1960년 7월 1일 자치청에서 자치성으로 승격했다.
12. ↑  고토다의 재능을 높게 산 고바야시는 고토다가 훗날 정계에 입문할 것까지 염두에 두어 재무국장 자리를 고토다에게 물려주고 나중엔 차관 자리도 물려주고다 생각하고 있었다. 하지만 전 경찰청 장관 이시이 에이조가 "이 내가 장래의 경찰청 장관으로 삼으려고 10년 걸려 양성한 인재다. (경찰청에) 복귀시켜라"라고 자치청에 항의했고 경찰 복귀를 희망하던 고토다도 자치성 출근을 거부하면서 집에서 파업까지 했다고 한다.[54]
13. ↑  고토다는 훗날 미시마 사건에 대해 "세상의 한 단면임에 틀림없다. 하나 이상 행동이고 일시적인 사건이다"라고 평했다.[56]
14. ↑  경시청 경무국장 쓰치다 구니야스의 자택에서 폭탄 테러가 발생하자 삿사는 "오늘부로 자택에 경찰관을 배치하고 장관께는 경비과 SP를 24시간 붙이겠다"라고 말했지만 고토다는 "필요없다. 자네는 잘못됐어. 나를 지킬 여유가 있으면 범인을 체포해!!"라며 질책했다.[61]
15. ↑  당시에는 내각관방부장관이 경찰청 장관보다 격이 더 낮은 자리였다.[64]
16. ↑  고토다는 당시 관습상 경찰 간부 출신은 출신 고향에서 입후보를 했고 전국구에 출마하는 건 전국의 경찰관에게 민폐를 끼칠 수 있다며 도쿠시마현 출마를 결심했다.[65]
17. ↑  제4차 방위력 정비 계획을 입안할 때 총리대신 다나카, 내각관방부장관 고토다, 대장성 주계국장 아이자와 히데유키가 초계기의 국산화 계획을 백지화하고 수입하기로 결정했다고 방위차관 구보 다쿠야가 폭로를 했다. 경찰과 사이가 좋지 않던 일본공산당도 경찰관료 출신인 고토다를 록히드 사건과 연관지어 맹비난했다. 고토다는 방위청 업무 일지나 자신이 보관하고 있던 기록을 공개해 사실무근이라며 항변했으며 방위청도 초계기의 국산화 계획은 처음부터 없었다는 조사 결과를 발표하며 구보에게 훈계 처분을 내렸다. 구보는 나중에 고토다에게 사과문을 보냈다.[1][74][75]
18. ↑  1974년 참원선 때 금권 이미지가 각인돼 이를 신경쓰던 고토다는 선거 자금을 취급하는 역할에서 자신을 배제해주길 니시무라에게 요청했고 그 결과 도쿄에서 표 결집 임무를 담당하게 되었다.[78]
19. ↑  히라사와 가쓰에이가 '왜 고토다 씨처럼 간섭이 심하고 말이 많으며 다루기 어렵고 까다로운 인물'을 관방장관에 기용했는지 묻자 나카소네는 "이유는 두 가지다. 하나는 행정 개혁을 단행하기 위해 적절한 판단으로 관료를 억누를 수 있는 인물이 필요했고 또 하나는 간토 대진재와 같은 재해가 발생했을 경우 위기관리가 가능한 정치인은 고토다 씨 외엔 없다고 생각했기 때문이다"라고 밝혔다.[83][84]
20. ↑  격추 사건이 일어나자 고토다는 자위대의 비밀정보인 소련군 통신 감청 기록을 공표하는 결단을 내리는 한편 항로를 일탈해 사건을 유발하여 일본인 희생자가 나오게 한 대한항공에게도 책임을 물었다.[85]
21. ↑  행정관리청은 1984년 7월에 총무청으로 개편됐다.
22. ↑  고토다는 관방장관 제의를 계속 거절했지만 공석인 국무대신이 없었기에 결국 관방장관직을 받아들였다. 이후 준비할 틈도 없이 곧바로 각료 명단을 발표하다가 각료의 이름을 잘못 읽었다고 한다.[86]
23. ↑  당시 고토다는 이미 70대 중반이었다. 이에 대해 "좀 더 젊었더라면 총리를 노렸겠지. 하지만 지금 총리를 하려면 상당히 무리를 해야 하는데 무리하는 건 좋지 않다. 그러니 참모를 하는 걸로 좋지 않은가. 칼자루를 쥐고 사람 앞에 나서는 건 좋아하지 않는다"라고 대답했다.[90]
24. ↑  사카모토 도시오는 1992년 3월에 발생한 이치카와 일가 살인 사건이 고토다에게 사형 집행을 재개해야 한다고 영향을 주었다고 판단했다.[93]
25. ↑  고토다는 표가 떨어진다며 정계 진출 이후에는 면도칼이란 별명을 좋아하지 않았다. "나는 여성들로부터 표를 받기가 어렵다"라며 준엄한 이미지를 상당히 신경썼다.[96]
26. ↑  다만 조카인 고토다 마사즈미는 2세가 아니란 이유로 선거를 도와줬다.[98]
27. ↑  해당 발언은 2004년 오키나와에서 한 것이다. 그런데 2017년 『아사히 신문』은 고토다가 "나중에 '헌법 제9조의 개정은 불필요하다'고 말했다"라며 헌법 특집 기사를 게재한 바 있어 모순되는 면이 있다.[123][124]

### 인용주
1. 1 2 3 4 5 6 7 8 9 10 11 12 13 14 15 16 17 18 19 20 21 22 23 24 25 26 27 28 29 30  坂東弘平 1983, 312-332쪽.
2. 1 2 3  坂東弘平 1983, 90-106쪽.
3. 1 2  坂東弘平 1983, 174-177쪽.
4. 1 2 3  後藤田正晴 & 1998上, 16-19쪽.
5. ↑  後藤田正晴 1991, 12쪽.
6. 1 2 3 4 5 6 7 8 9 10 11 12 13 14 15 16 17 18 19 20 21 22 23 24 25 26 27 28  『私の後藤田正晴』編纂委員会 2007, 384-388쪽.
7. ↑  後藤田正晴 1991, 24-25쪽.
8. 1 2  坂東弘平 1983, 178-181쪽.
9. ↑  後藤田正晴 1991, 36-37쪽.
10. ↑  後藤田正晴 & 1998上, 29-30쪽.
11. 1 2  坂東弘平 1983, 111-114쪽.
12. 1 2  後藤田正晴 1991, 37-38쪽.
13. ↑  坂東弘平 1983, 155쪽.
14. ↑  後藤田正晴 & 1998上, 40-41쪽.
15. ↑  後藤田正晴 & 1998上, 42-46쪽.
16. ↑  後藤田正晴 1991, 40-41쪽.
17. 1 2  後藤田正晴 & 1998上, 47-54쪽.
18. ↑  後藤田正晴 & 1998上, 54-55쪽.
19. 1 2 3  後藤田正晴 1991, 47쪽.
20. 1 2 3  坂東弘平 1983, 123-125쪽.
21. ↑  後藤田正晴 & 1998上, 56-57쪽.
22. ↑  後藤田正晴 & 1998上, 58-59쪽.
23. 1 2  坂東弘平 1983, 125-129쪽.
24. ↑  後藤田正晴 1991, 53쪽.
25. ↑  『私の後藤田正晴』編纂委員会 2007, 179쪽.
26. ↑  後藤田正晴 & 1998上, 57쪽.
27. ↑  後藤田正晴 & 1998上, 59-60쪽.
28. ↑  後藤田正晴 & 1998上, 51쪽.
29. ↑  後藤田正晴 & 1998上, 64-65쪽.
30. ↑  後藤田正晴 1991, 54-56쪽.
31. 1 2  後藤田正晴 & 1998上, 64-68쪽.
32. ↑  後藤田正晴 1991, 43-52쪽.
33. ↑  後藤田正晴 1991, 56-57쪽.
34. ↑  『私の後藤田正晴』編纂委員会 2007, 93-94쪽.
35. 1 2  後藤田正晴 & 1998上, 70-76쪽.
36. 1 2  後藤田正晴 1991, 58-60쪽.
37. ↑  後藤田正晴 & 1998上, 84쪽.
38. ↑  後藤田正晴 & 1998上, 80쪽.
39. ↑  後藤田正晴 & 1998上, 80-81쪽.
40. ↑  坂東弘平 1983, 139쪽.
41. ↑  後藤田正晴 & 1998上, 82-87쪽.
42. ↑  後藤田正晴 & 1998上, 94-98쪽.
43. ↑  坂東弘平 1983, 141-142쪽.
44. ↑  後藤田正晴 & 1998上, 104-121쪽.
45. ↑  後藤田正晴 1991, 67-70쪽.
46. ↑  後藤田正晴 & 1998上, 132-135쪽.
47. ↑  “第19回国会 衆議院 地方行政委員会 第8号 昭和29年1月29日”. 《国会会議録検索システム》 (일본어). 国立国会図書館. 2024년 4월 26일에 확인함.
48. ↑  後藤田正晴 1991, 73쪽.
49. ↑  後藤田正晴 & 1998上, 156-159쪽.
50. ↑  後藤田正晴 & 1998上, 146-150쪽.
51. ↑  後藤田正晴 & 1998上, 186-187쪽.
52. 1 2  後藤田正晴 1991, 75-78쪽.
53. 1 2  後藤田正晴 & 1998上, 178-192쪽.
54. ↑  坂東弘平 1983, 148-149쪽.
55. ↑  坂東弘平 1983, 153-154쪽.
56. ↑  坂東弘平 1983, 167,189쪽.
57. ↑  坂東弘平 1983, 158-159쪽.
58. ↑  坂東弘平 1983, 170-171쪽.
59. 1 2 3  後藤田正晴 1991, 79-82쪽.
60. ↑  後藤田正晴 & 1998上, 259-261쪽.
61. 1 2 3  《軍師・佐々淳行》 (일본어). 文藝春秋. 2007년 10월 10일. 248–263쪽.
62. ↑  佐々淳行 (1996). 《東大落城安田講堂攻防七十二時間》 (일본어). 文藝春秋.
63. ↑  「警察庁長官らあて小包爆発 局員1人がけが」『中國新聞』昭和46年10月18日夕刊 1面
64. ↑  後藤田正晴 & 1998上, 284-285쪽.
65. 1 2 3 4 5 6 7  後藤田正晴 & 1998上, 324-349쪽.
66. ↑  後藤田正晴 1991, 85-86쪽.
67. ↑  坂東弘平 1983, 202-204쪽.
68. ↑  小林吉弥 (2019년 12월 9일). “田中角栄「怒涛の戦後史」(14)名補佐役・後藤田正晴(中)”. 《エキサイトニュース》 (일본어). 2021년 10월 27일에 원본 문서에서 보존된 문서. 2024년 4월 26일에 확인함.
69. ↑  坂東弘平 1983, 204-209쪽.
70. ↑  “阿波戦争とは”. 《コトバンク》 (일본어). 2024년 4월 26일에 확인함.[깨진 링크(과거 내용 찾기)]
71. ↑  後藤田正晴 1991, 93-96쪽.
72. ↑  『私の後藤田正晴』編纂委員会 2007, 380쪽.
73. ↑  『私の後藤田正晴』編纂委員会 2007, 176쪽.
74. ↑  後藤田正晴 1991, 97-103쪽.
75. ↑  後藤田正晴 & 1998上, 335-343쪽.
76. ↑  『私の後藤田正晴』編纂委員会 2007, 37·266-269쪽.
77. ↑  後藤田正晴 & 1998上, 353쪽.
78. ↑  後藤田正晴 & 1998上, 370-371쪽.
79. ↑  後藤田正晴 & 1998上, 370-376쪽.
80. ↑  後藤田正晴 1991, 104쪽.
81. ↑  後藤田正晴 & 1998上, 377-378쪽.
82. ↑  『私の後藤田正晴』編纂委員会 2007, 21쪽.
83. 1 2  “第179回国会 内閣委員会 第2号（平成23年10月26日（水曜日））”. 《www.shugiin.go.jp》 (일본어). 衆議院. 2024년 4월 26일에 확인함.
84. ↑  『私の後藤田正晴』編纂委員会 2007, 234쪽.
85. ↑  『私の後藤田正晴』編纂委員会 2007, 223-229쪽.
86. ↑  後藤田正晴 & 1998下, 126-127쪽.
87. 1 2  後藤田正晴 (1991). 《支える動かす》 (일본어). 日本経済新聞. 112쪽.
88. ↑  “歴代官房長官ランキング 圧倒的支持で1位に輝いたのは？ 〈週刊朝日〉”. 《AERA dot. (アエラドット)》 (일본어). 2014년 8월 4일. 2024년 4월 26일에 확인함.
89. ↑  浅川博忠『自民党・ナンバー2の研究』講談社文庫、258頁
90. ↑  坂東弘平 1983, 244-245쪽.
91. 1 2  後藤田正晴 & 1998下, 265-277쪽.
92. ↑  “第15代 宮沢 喜一”. 《www.jimin.jp》 (일본어). 自由民主党. 2020년 1월 30일에 원본 문서에서 보존된 문서. 2024년 4월 26일에 확인함.
93. ↑  坂本敏夫 (2010년 2월 10일). 〈第三章 死刑執行というメッセージ > 死刑執行再開のきっかけになった事件〉. 《死刑と無期懲役》. ちくま新書 (일본어) 1판. 筑摩書房. 66–68쪽. ISBN 978-4480065339.
94. ↑  『私の後藤田正晴』編纂委員会 2007, 245-252쪽.
95. ↑  後藤田正晴 & 1998下, 265–277쪽.
96. ↑  『私の後藤田正晴』編纂委員会 2007, 51-52쪽.
97. ↑  後藤田正晴 & 1998下, 280-285쪽.
98. ↑  佐々淳行 2006, 377-382쪽.
99. ↑  『私の後藤田正晴』編纂委員会 2007, 349쪽.
100. ↑  佐々淳行 『日本の警察』 PHP新書、1999年、54頁
101. ↑  佐々淳行 『わが上司 後藤田正晴』、文春文庫、2002年、404-406頁
102. 1 2 3  野里洋 (2007년 2월 26일). 《癒やしの島、沖縄の真実》 (일본어). ソフトバンク クリエイティブ. 218-226쪽.
103. ↑  『私の後藤田正晴』編纂委員会 2007, 45쪽.
104. ↑  『私の後藤田正晴』編纂委員会 2007, 30쪽.
105. ↑  佐々淳行 2006, 18쪽.
106. 1 2  “後藤田正晴氏が死去 91歳、元副総理「カミソリ」の異名” (일본어). 徳島新聞. 2005년 9월 21일. 2005년 11월 11일에 원본 문서에서 보존된 문서. 2024년 4월 26일에 확인함.
107. ↑  安井, 浩一郎 (2019년 1월 31일). “発掘された後藤田正晴の“遺言” 平成政治史の“劇薬”小選挙区制導入とは何だったのか？”. 《文春オンライン》 (일본어). 2024년 4월 26일에 확인함.
108. ↑  辻広雅文 (2010년 4월 14일). “故後藤田正晴氏が警告した“政治主導の落とし穴”にはまった民主党”. 《ダイヤモンド・オンライン》 (일본어). 2024년 4월 26일에 확인함.
109. ↑  “内閣総理大臣のコメント”. 《首相官邸》 (일본어). 2005년 9월 21일. 2024년 4월 26일에 확인함.
110. 1 2  保阪正康『後藤田正晴 異色官僚政治家の軌跡』（中公文庫、2009年）
111. ↑  後藤田正晴 & 1998下, 306-307쪽.
112. ↑  佐藤文生 (1978). 《はるかなる三里塚》 (일본어). 講談社. 108-109쪽.
113. ↑  猪瀬直樹『民警』扶桑社、2016年 ISBN 978-4594074432、204p-205p
114. ↑  “衆議院会議録情報 第068回国会 地方行政委員会 第26号”. 《kokkai.ndl.go.jp》 (일본어). 2024년 4월 26일에 확인함.
115. ↑  佐々淳行 (2013). 《日本赤軍とのわが「七年戦争」》 (일본어). 文藝春秋.
116. ↑  “【産経抄】７月２７日”. 《産経ニュース》 (일본어) (産経デジタル). 2018년 7월 27일. 2023년 2월 26일에 원본 문서에서 보존된 문서. 2024년 4월 26일에 확인함.
117. ↑  “内閣総理大臣その他の国務大臣による靖国神社公式参拝に関する後藤田内閣官房長官談話”. 《www.mofa.go.jp》 (일본어). 外務省. 2024년 4월 26일에 확인함.
118. ↑  後藤田正晴 & 1998下, 94-100쪽.
119. ↑  『私の後藤田正晴』編纂委員会 2007, 147-148쪽.
120. ↑  “＜象徴天皇と平成 第8部＞半藤、保阪氏対談 （中）社会”. 《東京新聞 TOKYO Web》 (일본어). 2019년 3월 26일. 2020년 2월 6일에 원본 문서에서 보존된 문서. 2024년 4월 26일에 확인함.
121. ↑  『私の後藤田正晴』編纂委員会 2007, 199-200쪽.
122. ↑  後藤田正晴 & 1998下, 288-289쪽.
123. ↑  “（新聞と9条：430）平和主義の国で：30”. 《朝日新聞デジタル》 (일본어). 2017년 3월 14일. 2020년 2월 2일에 원본 문서에서 보존된 문서. 2024년 4월 26일에 확인함.
124. ↑  “特集ワイド：平和よ 2016夏・会いたい／8止 海外での武力行使認めず 「待て」と言う勇気を持て 後藤田正晴さん”. 《毎日新聞》 (일본어). 2016년 8월 23일. 2020년 11월 13일에 원본 문서에서 보존된 문서. 2024년 4월 26일에 확인함.
125. 1 2  『私の後藤田正晴』編纂委員会 2007, 49쪽.
126. 1 2  後藤田正晴 & 1998上, 118-119쪽.
127. ↑  『私の後藤田正晴』編纂委員会 2007, 360・363쪽.
128. ↑  『私の後藤田正晴』編纂委員会 2007, 360쪽.
129. ↑  『私の後藤田正晴』編纂委員会 2007, 125쪽.
130. ↑  『私の後藤田正晴』編纂委員会 2007, 362쪽.
131. ↑  『私の後藤田正晴』編纂委員会 2007, 134쪽.
132. ↑  後藤田正晴 & 1998上, 237쪽.

## 참고 문헌
- 坂東弘平 (1983), 《後藤田正晴・全人像》, 行研出版局, ISBN 978-4905786283
- 保阪正康 (1993), 《後藤田正晴 異色官僚政治家の軌跡》, 文藝春秋, ISBN 978-4163479903
  - 保阪正康 (1998), 《後藤田正晴 異色官僚政治家の軌跡》, 文春文庫, ISBN 978-4167494049
  - 保阪正康 (2008), 《後藤田正晴 異色官僚政治家の軌跡 新編》 改訂版판, 中公文庫, ISBN 978-4-12-205099-0
  - 保阪正康 (2017), 《後藤田正晴 異色官僚政治家の軌跡 定本》 決定版판, ちくま文庫, ISBN 978-4480434593
- 佐々淳行 (2000), 《わが上司後藤田正晴 決断するペシミスト》, 文藝春秋, ISBN 978-4163561806
- 佐々淳行 (2006), 《後藤田正晴と十二人の総理たち もう鳴らないゴット・フォン》, 文藝春秋, ISBN 978-4163681207
- 津守滋 (2007), 《後藤田正晴の遺訓 国と国民を思い続けた官房長官》, ランダムハウス講談社, ISBN 4270001941
- 《私の後藤田正晴》, 『私の後藤田正晴』編纂委員会』, 講談社, 2007, ISBN 4062139340
- 御厨貴 (2010), 《後藤田正晴と矢口洪一の統率力》, 朝日新聞出版, ISBN 978-4022507099
  - 御厨貴 (2016), 《後藤田正晴と矢口洪一 戦後を作った警察・司法官僚》 改題판, ちくま文庫, ISBN 4480433775

### 저서
- 《政治とは何か》, 講談社, 1988, ISBN 4062026511
- 《内閣官房長官》, 講談社, 1989, ISBN 4062047276
- 《支える動かす 私の履歴書》, 日本経済新聞社, 1991, ISBN 978-4532160159
  - 《私の履歴書 保守政権の担い手》, 日本経済新聞出版社〈日経ビジネス人文庫〉, 2007년 5월, ISBN 4532193737
- 《政と官》, 講談社, 1994, ISBN 4062072262第4章
- 《情と理 後藤田正晴回顧録 上》, 講談社, 1998, ISBN 4062091135
  - 《情と理 カミソリ参謀回顧録 上》, 講談社+α文庫, 2006, ISBN 406281028X
- 《情と理 後藤田正晴回顧録 下》, 講談社, 1998, ISBN 4062091143
  - 《情と理 カミソリ参謀回顧録 下》, 講談社+α文庫, 2006, ISBN 4062810298
- 《後藤田正晴 二十世紀の総括》, 生産性出版, 1999, ISBN 4820116614
- 《後藤田正晴の目》, 朝日新聞社, 2000, ISBN 4022575298
- 《後藤田正晴 日本への遺言》, 毎日新聞社, 2005a, ISBN 4620317446
- 《後藤田正晴 語り遺したいこと 岩波ブックレット（No.667）》, 岩波書店, 2005b, ISBN 9784000093675

| 전임 아라이 히로시 | 제6대 경찰청 장관 1969년 8월 12일~1972년 6월 24일 | 후임 다카하시 미키오 |

| 전임 시부야 나오조 | 제42대 홋카이도 개발청 장관 1979년 11월 9일~1980년 7월 17일 | 후임 하라 겐자부로 |

| 전임 시부야 나오조 | 제37대 국가공안위원장 1979년 11월 9일~1980년 7월 17일 | 후임 이시바 지로 |

| 전임 시부야 나오조 | 제28대 자치대신 1979년 11월 9일~1980년 7월 17일 | 후임 이시바 지로 |

| 전임 미야자와 기이치 | 제45대 내각관방장관 1982년 11월 27일~1983년 12월 27일 | 후임 후지나미 다카오 |

| 전임 사이토 구니키치 | 제47대 행정관리청 장관 1983년 12월 27일~1984년 7월 1일 | 후임 (폐지) |

| 전임 (신설) | 초대 총무청 장관 1984년 7월 1일~1985년 12월 28일 | 후임 에사키 마스미 |

| 전임 후지나미 다카오 | 제47·48대 내각관방장관 1985년 12월 28일~1987년 11월 6일 | 후임 오부치 게이조 |

| 전임 다와라 다카시 | 제55대 법무대신 1992년 12월 12일~1993년 8월 9일 | 후임 미카즈키 아키라 |